# 第四代梳士巴利侯爵詹姆斯·蓋斯科因-塞西爾
詹姆斯·爱德华·休伯特·蓋斯科因-塞西爾，第四代梳士巴利侯爵，KG，GCVO，CB，PC（James Edward Hubert Gascoyne-Cecil, 4th Marquess of Salisbury，1861年10月23日—1947年4月4日），英国政治家，在1868年-1903年间称为克兰伯恩子爵。

## 早年
梳士巴利生于英国伦敦，父亲是英国首相第三代梳士巴利侯爵，母亲是乔治娜。威廉·塞西爾勋爵（Lord William Cecil）、切尔伍德的塞西尔勋爵、奎克斯伍德勋爵（Lord Quickswood）都是他的幼弟。梳士巴利亦是首相亚瑟·贝尔福的侄子。他受教于伊顿公学及牛津大学大学学院。

## 政治生涯
自1885年开始，梳士巴利就在下院代表达尔文选区。自1893年开始，他改为代表罗彻斯特选区，直到1903年继承父亲的爵位，升入上院。自1900年起，他在先后由父亲第三代梳士巴利侯爵与叔父亚瑟·贝尔福领导的保守党政府中担任外交部常务次官（Parliamentary Under-Secretary of State for Foreign Affairs），自1905年起，他改为出任贸易委员会主席。1903年，梳士巴利宣誓加入英国枢密院。1908年12月，他获任为赫特福德郡副郡尉。
梳士巴利带头反对大衛·勞合·喬治提出的人民预算（People's Budget）与1911年议会法。1917年，他获得了嘉德勋章。20世纪20年代，梳士巴利重返政府，在先后由安德魯·博納·勞与斯坦利·鲍德温领导的保守党政府中担任兰卡斯特公爵领地总裁、枢密院议长、掌璽大臣、上议院领袖。1931年，他辞去上议院保守党党魁职务，此后，他成为上院反对印度自治同盟与加大下院立法权比重的重要人物。
梳士巴利参加了两个呼吁英庭采取行动应对纳粹德国重新武装的议会团体。带领团体的人有奥斯丁·张伯伦、温斯顿·丘吉尔、利奥·埃默里与罗杰·凯斯。
1937年，梳士巴利在英皇乔治六世加冕典礼上担任王室总务官（Lord High Steward）。

## 家庭
1887年，梳士巴利迎娶亚瑟·戈尔，第五代艾伦伯爵次女西塞莉·戈尔贵女。两人育有二儿二女：
- 贝翠丝·伊迪丝·米尔德里德贵女（1891年-1980年）
- 罗伯特，克兰伯恩子爵（1893年-1972年）
- 玛丽·爱丽丝贵女（1895年-1988年）
- 大卫勋爵（1902年-1986年）

梳士巴利于1947年4月逝世，享年85岁，爵位由长子继承。西塞莉则于1955年2月逝世。

## 注脚
1. ↑  . 倫敦憲報. 1 January 1909: 33.